# Никифор I
Никифор I (грец. Νικηφόρος, 760 — 26 липня 811) — імператор Візантії з 802 по 811 роки.

## Біографічні відомості
Никифор I народився в населеному греками місті Селевкія Сідера, що лежало в північній частині історичної області Пісідія в Південно-Західній Малій Азії. До приходу до влади керував фінансами імперії — був логофетом генікону (Logothetes tou Genikon).
Никифор I прийшов до влади в результаті державного перевороту, забравши у 802 році владу в імператриці Ірини — останньої представниці Ісаврійської династії. Ірину було вигнано і Никифор зайняв трон.
У 803 році вибухнуло повстання проти нього під проводом Барданеса Туркоса, яке Никифор знешкодив. Опісля ще одне під керівництвом патриція Арсаба. Очевидно владі Никифора недоставало легітимності, тому він і одружив свого сина Ставракія з родичкою Ірини.
Після воєнних сутичок у 803 та 810 роках з Франкським королівством Никифор заключив з Карлом I Великим мирний договір (Pax Nicephori) і визначив кордони. Також Никифор признав його королем (проти чого різко виступала імператриця Ірина), однак не визнав імператором римлян.
Переселяв селян з Малої Азії в європейську частину імперії — Склавінію. Літом 811 року провів похід проти болгар, для забезпечення миру на західному кордоні. Однак внаслідок несподіваного нападу 26 липня 811 року військ на чолі з болгарським ханом Крумом, загинув у битві при Плісці, біля Великі Преслава (зараз Болгарія), як і значна частина його війська. З черепа імператора хан зробив чашу для бенкетів, оброблену сріблом.